# Puraseda
Puraseda is een bestuurslaag in het regentschap Bogor van de provincie West-Java, Indonesië. Puraseda telt 8050 inwoners (volkstelling 2010).